# Torneio de tênis de Brisbane
O torneio de tênis de Brisbane compreende os eventos profissionais de tênis que acontecem ou aconteceram em Brisbane, na Austrália. No calendário de elite, é combinado masculino e feminino.
Atualmente, possui o nome comercial de Brisbane International e recebe os seguintes torneios:
- ATP de Brisbane, torneio masculino organizado pela Associação de Tenistas Profissionais, na categoria ATP 250;
- WTA de Brisbane, torneio feminino organizado pela Associação de Tênis Feminino, na categoria WTA 500.